# Liquenologia

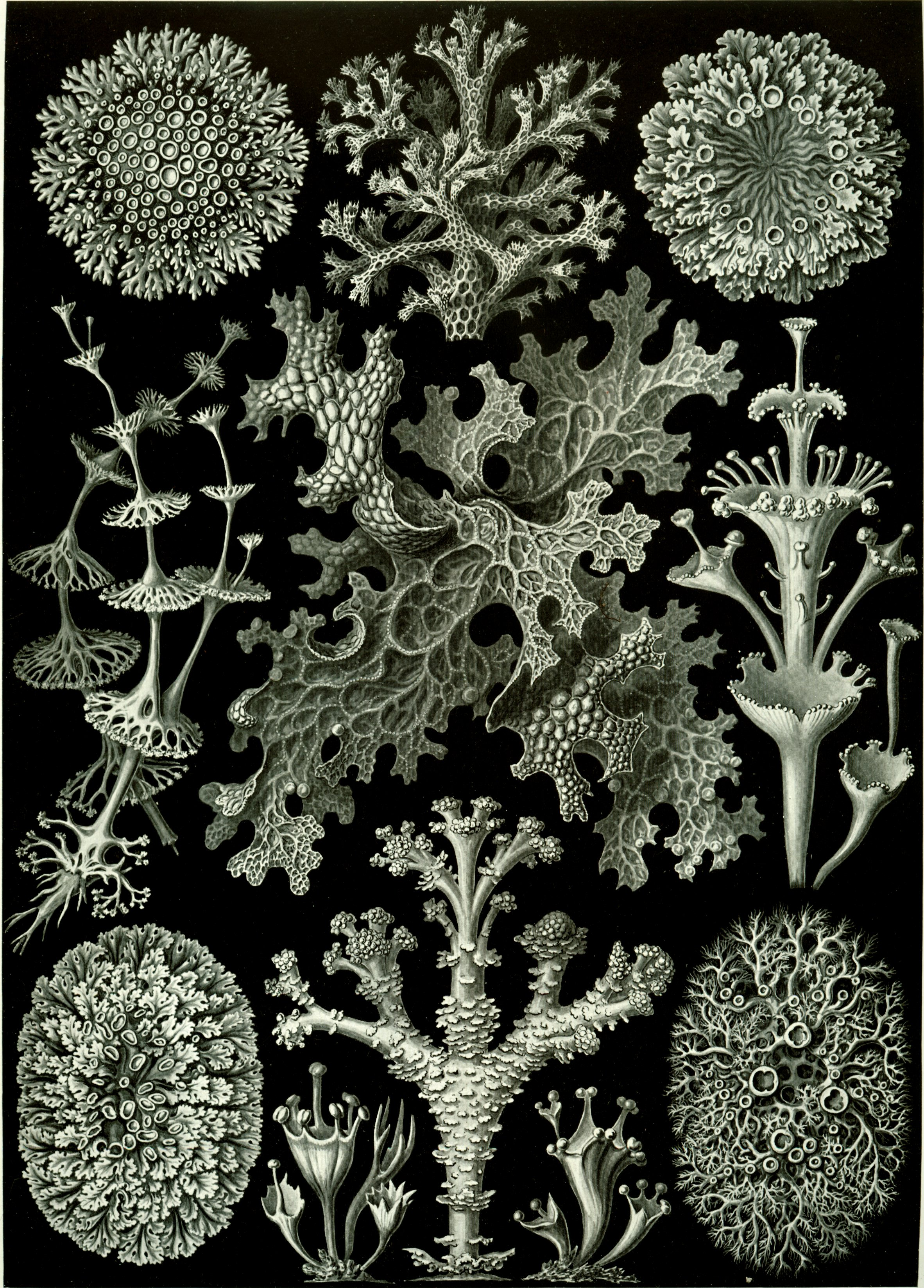
Cladonia retipora (Floerke) = Cladia retipora (Labill.) / Nyl. Cladonia perfoliata (Hooker) = Cladonia perfoliata / Cladonia verticillata (Achard) = Cladonia cervicornis ssp. verticillata / (Hoffm.) Ahti Cladonia squamosa (Hoffmann) = Cladonia squamosa (Scop.) / Hoffm. Cladonia fimbriata (Fries) = Cladonia fimbriata (L.) / Fr. Cladonia cornucopiae (Fries) = Cladoniaceae sp.? Sticta pulmonaria (Achard) = Lobaria pulmonaria (L.) / Hoffm. Parmelia stellaris (Fries) (non (L.) Ach.: preoccupied) = Physcia stellaris o Physcia aipolia (Ehrh. ex Humb.) / Fürnr. Parmelia olivacea (Achard) = Melanohalea olivacea (L.) / Essl. Parmelia caperata (Achard) = Flavoparmelia caperata (L.) / Hale Hagenia crinalis (Schleicher) = Anaptychia crinalis (Schleich.) Vězda

La liquenologia és una branca científica de la botànica que es dedica a l'estudi dels líquens. A causa de la peculiar naturalesa dels organismes objecte d'estudi per aquesta disciplina, els avenços i treballs derivats d'ella inclouen tant a micòlegs com ficòlegs, microbiòlegs o botànics pròpiament dits.
Els estudiosos de la liquenologia són anomenats «liquenòlegs».

## Història

### Els inicis

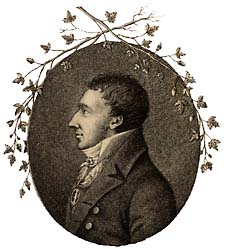
Erik Acharius

Els líquens són un dels grups vegetals que menys atenció va tenir en els tractats clàssics sobre botànica, tot i que la relació de l'ésser humà amb algunes de les seves espècies està documentada en edats molt primerenques. Apareixen nomenades diverses espècies en els treballs de Dioscórides, Plini el Vell i Teofrast, però la seva naturalesa incerta va fer que no s'aprofundís en el seu estudi. Durant els primers segles de l'edat moderna era usual que es posessin com a exemple de generació espontània a l'ignorar totalment els seus mecanismes de reproducció.
Després d'haver estat els líquens durant segles inclosos en els més diversos grups vegetals per part dels naturalistes, és Joseph Pitton de Tournefort, un investigador francès de principis del segle xviii qui per primera vegada agrupa aquests organismes dins d'un gènere propi en la seva obra Institutiones Rei Herbariae. Utilitza per a això el terme llatí lichen usat ja en les obres de Plini, que l'havia importat de Teofrast, però l'ús no s'havia estès encara. El significat original de la paraula en grec, λειχήν (leichén), era molsa que al seu torn deriva del verb λείχω (leíkho), xuclar, per la gran capacitat d'aquests organismes per absorbir aigua. En el seu significat original designava tant a molses i hepàtiques com a líquens.
Uns 40 anys més tard, Dillenius, en la seva Historia muscorum, realitza una primera divisió del grup creat per Tournefort separant les subfamílies Usnea, Coralloides i Lichenoides atenent les característiques morfològiques del tal·lus liquènic.
Després de la revolució duta a terme a tot el món científic per part de Linné i el seu nou sistema de classificació dels líquens són mantinguts dins del Regne Vegetal, formant un únic grup (Lichen) i vuit divisions diferents dins d'ell atenent com anteriorment a la morfologia del seu tal·lus.
A través dels anys, noves investigacions van donant llum a la naturalesa d'aquests organismes encara considerats plantes. Un tema controvertit des de principis del segle xix en el panorama científic és la reproducció dels líquens; en aquests anys un grup d'investigadors, fidels als postulats linneans, defensen la necessària existència d'òrgans reproductors sexuals en els líquens com ocorria en la resta de les plantes, independentment que existís reproducció asexual; altres investigadors, per contra, només consideraven l'existència de reproducció asexual en forma de propàguls en els líquens segons les observacions dutes a terme fins a aquest moment.

### seglexix

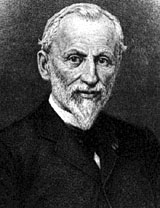
Jean-Baptiste Édouard Bornet

En aquest panorama científic apareix el botànic suec Erik Acharius, deixeble de Linné, qui és avui dia considerat pare de la liquenologia en iniciar la taxonomia dels líquens amb els seus pioners estudis de la flora de Suècia, com el Lichenographiae Suecicae Prodromus de 1798 o el Synopsis Methodica Lichenum, sistens omnes hujus ordinis naturalis de 1814. Aquests estudis i classificacions són la pedra angular de les posteriors investigacions. En aquests anys de reestructuració de la nova disciplina apareixen diverses obres de notable importància científica com Lichenographia Europaea Reformata publicada el 1831 per Elias Fries o Enumeratio Critica Lichenum Europaeorum publicada en 1850 per Schaerer a Alemanya.
Però aquestes obres pateixen de superficialitat en no tenir estudis fisiològics i ser mers llistats de noves espècies a causa que per aquests temps no es dubta de la naturalesa vegetal d'aquests organismes i, per tant, no es considera necessari realitzar investigacions amb ells que serien més fàcils de fer amb plantes superiors. Han de transcórrer uns anys perquè des de mitjan segle xix diversos investigadors europeus comencin els estudis fisiològics i bioquímics que permetin avançar en l'estudi d'aquests complexos organismes; d'aquesta manera Itzigsohn o Bayrhoffer a Alemanya, Edmond Tulasne i Jean Camille Montagne a França, Buhse a Rússia, Leighton a Anglaterra o Edward Tuckerman als Estats Units d'Amèrica comencen a publicar diversos treballs de gran importància científica.
A mesura que es van publicant treballs sobre aquest tema, es resolen nombroses incògnites al voltant dels líquens. La reproducció sexual d'aquests organismes va ser resolta pel botànic francès Tulasne en un article publicat el 1852 a Annales des Sciences Naturelles titulat Memorie pour servir à l'Histoire Organographique et Physiologique des Lichens, on s'identifica els òrgans reproductors fúngics (apotecis) en els líquens.
Aquests nous descobriments resultaven cada vegada més contradictoris per als científics, com per exemple identificar l'apoteci com a única estructura reproductora en els líquens, propi de fongs i absent en qualsevol altre organisme fotosintètic conegut. Aquests caràcters contradictoris es van accentuar amb el descobriment de l'alga dins l'estructura dels líquens gràcies als avenços en microscopia. Al principi aquesta presència d'algues en el tal·lus no s'interpretava com a part d'una simbiosi, sinó com a mera contaminació de les mostres en haver estat preses en llocs humits, però a mesura que es multipliquen les anàlisis es posa de manifest que aquestes algues són una mica més que mers artefactes.
És Anton de Bary, micòleg alemany especialista en fitopatologia, el primer a proposar el 1865 la possibilitat que els líquens no siguin més que el resultat del parasitisme de diversos fongs Ascomycetes sobre algues del tipus Nostoc i altres similars. Successius estudis com els realitzats en 1867 per Famintzin i Baranetzky van demostrar la no-dependència del component de les algues, és a dir, la seva capacitat per viure independentment del tal·lus dels líquens.
Va ser en 1869 quan Simon Schwendener va determinar que tots els líquens eren el resultat de l'atac fúngic sobre cèl·lules d'algues en observar que totes les algues presents en aquests organismes existien lliures en la natura. És aquest investigador el primer a formular la naturalesa dual dels líquens com a resultat de la captura de l'alga per part del fong.
Només faltava esperar uns anys perquè el 1873 Jean-Baptiste Édouard Bornet conclogués amb que la relació existent entre fong i alga era purament simbiòtica després de l'observació de gran quantitat d'espècies diferents de líquens. Va establir també que aquesta simbiosi no era específica purament, ja que una mateixa espècie d'alga era capaç d'associar-se amb diverses espècies diferents de fong per a formes líquens de fenotip diferent. Es clarificava d'aquesta manera la naturalesa dels líquens que amb el temps es veurà de nou matisada.

### seglexx

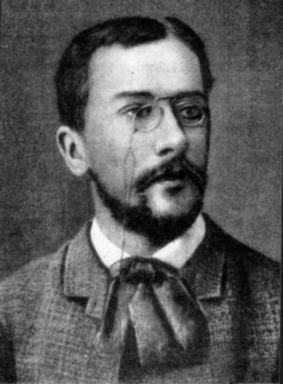
Konstantín Merejkovski

El 1909, el liquenòleg rus Konstantín Merejkovski presenta un treball de recerca titulat The Theory of Two Plasms as the Basis of Symbiogenesis, a New Study or the Origins of Organisms, on es pretén explicar una nova teoria la simbiogènesi a través dels líquens i extensible a altres organismes com es desprèn del seu treball anterior Naturalesa i origen dels cromatòfors en el regne vegetal; aquestes noves idees es poden estudiar avui reconvertides en la teoria endosimbiòtica.
Malgrat l'anterior, la naturalesa dual dels líquens no va passar de ser una teoria fins que el 1939 l'investigador suís Eugen A. Thomas va ser capaç de reproduir en laboratori el fenotip liquènic de la Cladonia pyxidata després de la unió artificial dels seus dos components identificats.
Durant el segle xx, la botànica i la micologia continuen tractant de solucionar dos dels principals problemes existents al voltant dels líquens; d'una banda, la pròpia definició de liquen i la relació existent entre els dos simbionts, i d'altra banda la posició taxonómica d'aquests organismes dins els regnes vegetal i fúngic. Apareixen nombrosos investigadors de renom en el camp de la liquenologia, com Henry Nicollon des Abbayes, William Alfred Weber, Antonina Georgievna Borissova, Irwin Murray Brodo o George Albert Llano.
A més, la liquenologia ha resultat tenir aplicacions més enllà de la pròpia biologia; en geologia és utilitzada la tècnica anomenada «liquenometria», que permet establir l'edat de diferents substrats atenent a l'edat dels líquens que es desenvolupen en ells. La datació d'aquesta edat pot ser absoluta o relativa, ja que el creixement d'aquests organismes pot veure detinguda en diverses condicions. La tècnica estableix una mitjana de les edats dels individus majors per donar una edat mínima al medi analitzat. La tècnica es basa en el fet que el diàmetre màxim del major tal·lus d'un liquen epilític desenvolupat en un substrat és proporcional al temps transcorregut des de l'exposició al medi d'aquesta superfície segons els estudis desenvolupats per Roland Beschel el 1950, i és especialment útil en superfícies d'edat menor a 1000 anys. El creixement és més gran en els primers 20 a 100 anys, (amb de 15 a 50 mil·límetres / any) i menor en els següents (amb mitjanes de 2 a 4 mil·límetres / any).
La dificultat de donar una definició aplicable a tots i cada un dels líquens coneguts és un tema que han vingut debatent els liquenòlegs des que es posés de manifest la naturalesa simbiòtica d'aquests organismes. El 1982 l'Associació Internacional de Liquenología va realitzar una convenció amb l'objectiu d'aprovar una definició única de liquen a partir de les propostes fetes per un comitè. El president d'aquest comitè va ser el reconegut investigador Vernon Ahmadjian. El resultat, aprovat finalment, va ser que els líquens es podien considerar com «l'associació entre un fong i un simbiont fotosintètic que dona lloc a un tal·lus d'estructura específica».
Una definició tan a priori simple no va deixar indiferent a cap investigador del tema i aviat van sorgir crítiques i propostes d'esmena. Per exemple, David L. Hawksworth considera la definició imperfecta, doncs resulta impossible determinar què és un tal·lus d'estructura específica a l'observar que diversos líquens produeixen fenotips canviants segons el substrat i les condicions en què es desenvolupaven. Aquest investigador representa una de les tendències majoritàries dins dels liquenòlegs perquè considera que és impossible donar una única definició perquè «els líquens no són un únic tipus d'organismes».
Els estudis liquenològics actuals no són només utilitzats per a la descripció i classificació taxonòmica dels líquens, sinó que tenen múltiples aplicacions en diversos camps científics. Són especialment importants els estudis sobre qualitat ambiental que es realitzen a través del creixement i desenvolupament dels líquens en els ecosistemes. Aquests estudis tenen com a base l'extrema sensibilitat d'aquests organismes a diversos contaminants de l'aire, principalment SO₂ que causa l'anomenada pluja àcida i que impedeix l'absorció d'aigua.

## Els líquens en farmacologia

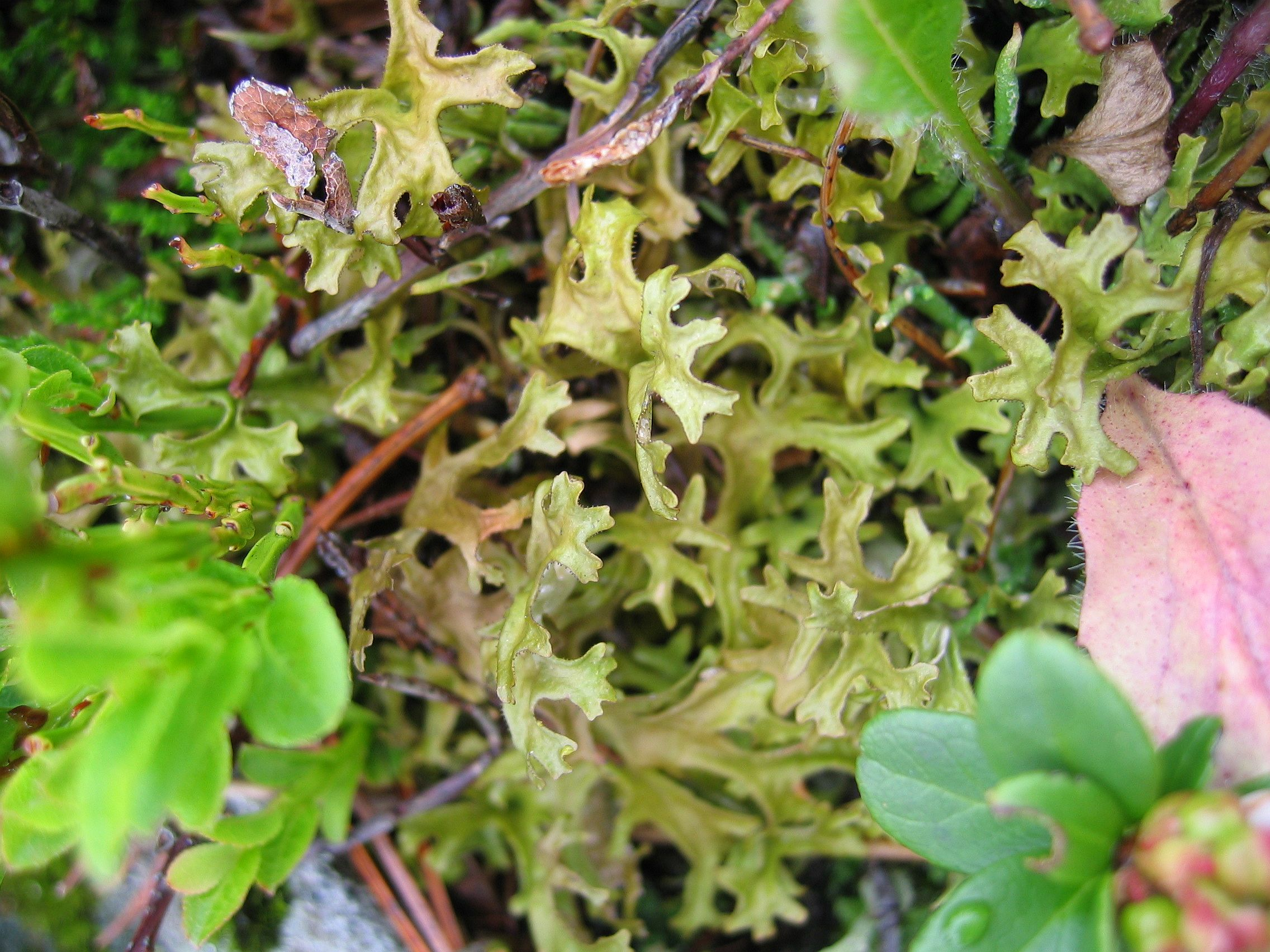
Cetraria islandica

Tot i que diverses espècies de líquens havien estat utilitzades per la medicina tradicional en diversos llocs del món, no va ser fins a principis del segle xx quan la ciència moderna es va interessar per ells. El descobriment de diverses substàncies amb acció antibacteriana en els tal·lus dels líquens i formant part de les conegudes com a substàncies liquéniques va ser primordial perquè els científics prenguessin consciència de la importància d'aquests organismes per a la medicina.
A partir de la dècada del 1940 apareixen diversos treballs de Paul Rufus Burkholder, notable microbiòleg que van posar de manifest l'acció antibacteriana dels líquens del gènere Usnea enfront de Bacillus subtilis o Sarcina lutea. Les investigacions van donar com a resultat que la substància que inhibia aquest creixement bacterià era l'àcid usnic (C18H16O₇); alguna cosa similar va passar amb la substància ramalina sintetitzada pel liquen Ramalina reticulata, tot i això aquestes substàncies van resultar ser ineficaces per bacteris Gram-negatius com Escherichia coli o Pseudomonas; amb aquestes investigacions es va incrementar el nombre de substàncies antibacterianes produïdes per líquens, ergosterol, usnicats, etc.
L'interès pel potencial de les substàncies sintetitzades per líquens es va veure incrementat amb la fi de la Segona Guerra Mundial alhora que creixia l'interès per tots els antibiòtics. Així l'any 1947 s'identifica acció antibacteriana en extractes de liquen d'Islàndia i s'identifiquen els compostos responsables de la inhibició com els àcids d-protoliquestérico i d-1-usnic. Conforme han avançat les investigacions, han estat identificades noves substàncies antibacterianes (àcid 3-hidroxifisòdic, alectosarmentina o atranorina), mentre que d'altres no han pogut ser identificades encara.
L'acció antibacteriana dels compostos produïts per líquens està relacionada amb l'alteració de les proteïnes bacterianes i la consegüent pèrdua de certes capacitats metabòliques. Això és possible gràcies a les acció dels compostos fenòlics dels líquens, sobretot en els derivats de l'àcid úsnic, principal responsable de la producció de la resta de compostos.
A partir de la dècada del 1950, va ser l'àcid úsnic la substància dels líquens que va ocupar la major part dels treballs d'investigació pel seu potencial acció antitumoral. Aquests estudis han donat amplis resultats in vitro identificant-substàncies amb acció antitumoral en Peltigera leucophlebia i Collema flaccidum, dos líquens molt comuns.
Els últims treballs realitzats en el camp de la bioquímica aplicada a les substàncies dels líquens han posat de manifest una possible acció antivírica d'aquests compostos. El 1989, Hirabayashi K. va presentar en societat les seves investigacions sobre l'acció inhibitòria del polisacàrid GE-3-S sobre en virus de la inmunodeficiència humana (VIH) en cultius in vitro.